# Toana flaviceps
Toana flaviceps là một loài bướm đêm trong họ Noctuidae.